# 大江正路
大江 正路（おおえ まさじ、1852年11月21日〈嘉永5年10月10日〉 - 1927年〈昭和2年〉4月18日, Ōe Shikei Masaji, 17th head of the Musō Jikiden Eishin-ryū）は、日本の武道家。無双直伝英信流居合術第17代宗家。大日本武徳会居合術範士、剣道教士。号は「蘆洲」。字は「子敬」と称した。

## 概略
無双直伝英信流居合術第17代宗家で、英信流は土佐藩において長谷川流、英信流、長谷川英信流、無雙直傳流、無雙神傳流などとも呼ばれており、大江はこれを無双直伝英信流に統一し、あわせて業の形の統一を図った。江戸時代「御留流（おとめりゅう）」として藩外不出だった英信流を、明治の世になり全国に広く伝えた。これが英信流の現代居合道の礎になったとされる。また、多くの門弟を育て免許を与えており、これにより英信流に多くの分派が生まれている。

## 来歴

### 生い立ち

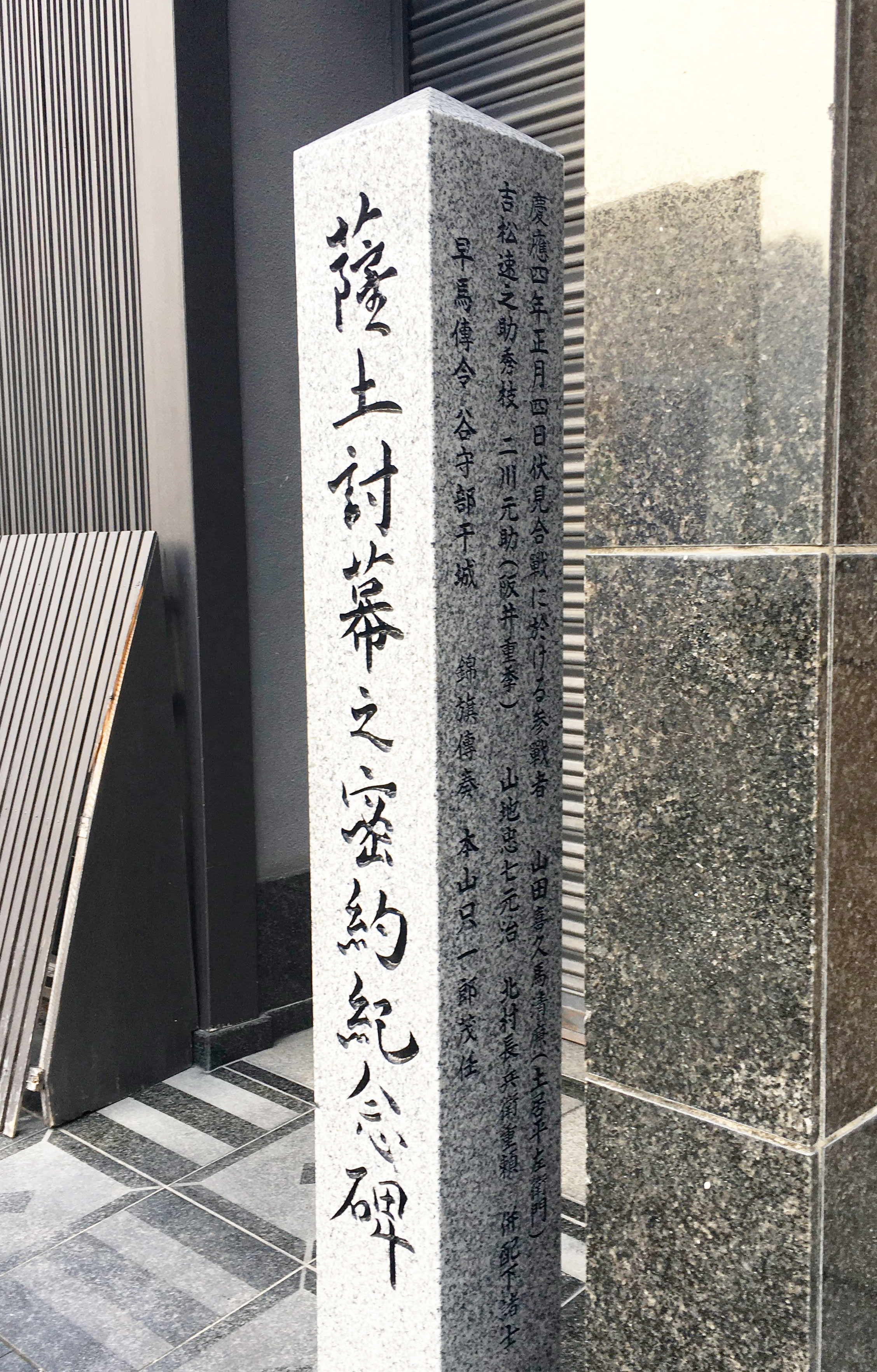
「薩土討幕之密約紀念碑」
密約が締結される前段階として京都「近安楼」で会見がもたれたことを記念する石碑
京都市東山区（祇園）

嘉永5年10月10日（1852年11月21日）、大江庫次の次男として、土佐国土佐郡須賀村(現高知県)生まれる。幼名は「浜田十馬」。
はじめ日根野弁治に師事して剣術を修める。次で、藩黌・文武館で英信流下村派（無双神伝英信流）居合術や陣太鼓を習得する。

### 戊辰戦争
慶応3年（1867年）、藩命に従い上洛。伏見方面を警固する。時に16歳。
慶応4年1月3日（1868年1月27日）、鳥羽伏見で戦闘が始まり、1月4日(太陽暦1月28日)、山田喜久馬隊、吉松速之助隊、山地元治、北村重頼、二川元助らは、前年5月21日(太陽暦6月23日)、中岡慎太郎が仲介し、土佐藩・板垣退助、薩摩藩・西郷隆盛らによって締結された薩土討幕の密約を履行し、藩命を待たず参戦。その後、錦の御旗が上がる。大江正路もこの時、戦闘に加わった。(渋谷隊は参戦せず)
箕浦元章（猪之吉）率いる土佐藩六番隊は、慶応4年1月9日（1868年2月2日）八ツ時（午後2時）に京を出立、淀城に向かった。皇軍総裁・仁和寺宮彰仁親王警護の土佐藩兵先鋒と交代するためであったが、同日夜に同隊が淀城に到着した時は、仁和寺宮と警護兵は既に城を立ち大坂に向かった後だった。そこで、軍監・林茂平（亀吉）の判断で六番隊は翌10日夜明けに淀城を立ち、淀川を下り、同日夜大坂で仁和寺宮隊と合流した。この時点で仁和寺宮の警護は薩摩藩兵に代わっており、六番隊の当初の目的は失効した。
当時の堺は大坂町奉行の支配下にあったが、1月7日（太陽暦1月31日）の大坂開城により大坂町奉行は事実上崩壊し、旧堺奉行所に駐在していた同心たちも逃亡していた為、1月11日（1868年2月4日）になり、六番隊に堺町内の警固が新たな任務として発令される。六番隊は即日大坂を出発し、その日のうちに堺に入った。
同2月23日（太陽暦3月16日）、堺事件に対し大坂裁判所の宣告により摂津国堺材木寺町(現・大阪府堺市堺区材木町東)の妙国寺で、土佐藩士の切腹がなされた際、これに立会い、その介錯を行う。

### 明治維新以降
明治3年（1870年）、藩黌・致道館で「剣道専業」を拝命するも、間もなく廃藩置県となり、さらに1876年(明治9年)、廃刀令が発布され、居合および剣道が衰退の危機に瀕する中、長谷川流のもう一方の派である谷村派(無双直伝英信流)を第16代五藤孫兵衛正亮に師事しこれを修行した。
明治15年（1882年）、高知県武術会教授を拝命。
明治17年（1884年）、同上を退任し、長崎県高島三菱炭鉱の坑外取締監督・剣道教士をつとめ、明治24年（1891年）、同上退任。
明治25年（1892年）、高知共立学校に於いて撃剣教士を拝命。1893年(明治26年)、同上退任。
明治26年（1893年）、谷村亀之丞自雄の親族である板垣退助が帰高し、高知市材木町の「武学館」で、長谷川英信流居合術と松嶋流棒術の由来と功績を述べ、これらの武術を後世に継承させるために、適切な師範と道場が必要であるとして、居合は谷村亀之丞自雄のもとで学んだ五藤孫兵衛正亮、棒術は新市町の横田七次を教導役に推挙し、さらに、菜園場の竹村与右衛門の援助を受けその敷地の一角に道場を建設させ、これら武術の振興をはかった。
明治27年（1894年）、東京市芝区の「有待館」に於いて撃剣教士を拝命。明治28年（1895年）、同上を退任。高知県武術会会長に推挙される。高知県師範学校に於いて撃剣科嘱託教授として奉職。明治29年（1896年）、同上退任。
明治30年（1897年）、高知県尋常中学校に於いて撃剣教授を拝命するが、病気依願退職。療養ののち、石川県警察剣術教師、また石川立第二中学校の剣術教師として奉職。
明治32年（1899年）、大日本武徳会石川地方委員をつとめるも、翌1900年(明治33年)、病気依願退職。
石川県を去り高知へ戻り、高知県立第二中学校(のち第一中学校に統合)に奉職して撃剣教授を務め、剣道と居合を教えた。
明治35年（1902年）、大日本武徳会高知支部剣道教授を拝命。1911年(明治44年)、大日本武徳会剣道教士となり、1912年(明治45)、高知県第一中学校に於いて助教諭心得として奉職。
大正7年（1918年）、『剣道手ほどき』を著す。
大正12年（1923年）12月5日、高知城公園の板垣退助像建立に際し、英信流居合術の伝承に貢献した板垣を偲び、武徳殿において奉納演武を行う。
大正13年（1924年）、大日本武徳会居合道範士となり、これらを指導した。
無外流の川崎善三郎とともに明治・大正の名剣士として知られ、特に居合は長谷川英信流両派(谷村派・下村派)の奥義を極め、これを統一し無双直伝英信流第17代宗家を継承。
門人が多く、江戸時代の土佐藩主であった山内家へも英信流の指導を行っており、山内容堂の孫にあたる山内豊健へも稽古をつける。子爵であろうとも弟子の一人であることに変わりないと、大江は人前であっても「山内よ、抜いてみよ」と呼びつけるほどであったという。他にも大江は、後の18代となる穂岐山波雄、第19代となる福井春政他、森繁樹、政岡壹實、山本晴介、甲田盛夫などを直門として育てた。これらの高弟によって、さらなる分流が派生した。
昭和2年（1927年）4月18日、高知市江ノ口1215番地に於いて逝去。享年76歳。墓は高知市筆山の鴨越峠南。

## 称号
- 明治44年（1911年）、大日本武徳会剣道教士
- 大正13年（1924年）、大日本武徳会居合術範士

## 家族
- 本人：大江正路
- 妻：大江金(かね)
  - 長男：大江瑞穂(みずほ)
  - 長女：メアリー・キヨシ・キヨオカ(大江 清,1896年 - 1996年[11][12])
  - 婿：ハリー・シゲキヨ・キヨオカ(清岡重清[13][12])
    - 孫(長男)：ジョージ・キヨオカ[12]
    - 孫(次男)：ロイ・ケンジー・キヨオカ[6](1926年 - 1994年) 画家、詩人、音楽家、ブリティッシュ・コロンビア大学名誉教授[14][12]
    - 孫の嫁：モニカ・キヨオカ[12]
      - 曾孫：フミコ・キヨオカ - 映画監督[15][12]

    - 孫(長女)：清岡満里子[12]
    - 孫(末女)：アイリーン・キヨオカ[12]

## 現代居合道化
下村派、谷村派の両方を修行し、その差異を知った大江は、英信流を広めるにあたり、場合によっては師伝によってバラつきのあった英信流の業の統一化を図った。初心者であっても覚えやすいよう業の一本化が進み、それまで存在していた替え業や裏の形はここからほとんど指導されることはなくなっていき、これに伴って業の名称変更なども行った。種目名も正座が中心の大森流居合を正座之部、英信流居合を立膝之部、太刀打之位を居合道之形といった具合に改称し、太刀打之位にいたっては本来10本あったところ、7本にし古伝の形とも変えられた。業の改称はともかく、太刀打之位を大幅に変えた理由は現在にしても謎とされるが、これは英信流居合道においても、先の剣道形7本に対応させたのではないかという説がある。
こうした大江の所業は現代に古流を学ぼうとする者にとっては功罪ともいえるものでもあるが、当時、幕末から明治の世に至り、英信流に限らず当時の武術界において、それぞれの流派が流派存続そのものが危ぶまれていた時期であった。英信流も同様の状況であり、こうした改称や改業は剣道（剣術）や柔道（柔術）のように、現代武道化させることで広く多くの人々に英信流を学んでもらいたいという大江なりの苦心の策であったともいわれる。

## 補註
1. 1 2 3 4 5 6  『土佐の墓(2)』山本泰三著、土佐史談会、1987年(昭和62年)
2. 1 2  『居合道真諦』河野百錬著、私家版、1950年（昭和25年）
3. 1 2 3 4 5 6 7 8 9 10 11  『高知県人名事典』高知県人名事典編纂委員会編、高知市民図書館、昭和46年（1971年）
4. ↑  林茂平（亀吉）は、無双直伝英信流第14代宗家・林弥太夫政敬の孫娘の婿。
5. 1 2  『土佐史談復刻叢書(3)泉州堺土藩士列挙実紀(妙国寺の切腹)』土佐史談会、1979年、19頁
6. 1 2  『カナダに渡った侍の娘 ある日系一世の回想(原題『Mothertalk』)』ロイ・キヨオカ著、増谷松樹訳、草思社、2002年
7. ↑  『英信流居合と板垣伯』岡林九敏著(所収『土佐史談』第15号)
8. ↑  『板垣退助君略傳』池田永馬編、板垣伯銅像記念碑建設同志会、大正13年（1924年）9月5日
9. ↑  大日本武徳会居合道範士は、大正時代では中山博道に次ぎ2人目である。
10. ↑  金子真吉墓の南上にあり
11. ↑  大江 清。土佐女学校(現・土佐女子高等学校)卒業
12. 1 2 3 4 5 6 7 8  “『日系カナダ人二世芸術家ロイ・キヨオカの生涯と芸術』”.   国際社会文化研究 (14), 57-95 (2012年12月28日). 2019年9月10日閲覧。
13. ↑  清岡重清。高知県安芸郡馬路村出身。旧制安芸中学校卒業。1907年渡米。
14. ↑  ロイ・ケンジー・キヨオカ(1926年 - 1994年)、1965年サンパウロ国際ビエンナーレ(銀賞)、1969年大阪万博カナダ館の彫刻を製作、1978年日系文化人として初の「オーダー・オブ・カナダ(日本の文化勲章にあたる)」を受賞。
15. ↑  映画『葦 -ロイ・キヨオカの生涯と芸術』フミコ・キヨオカ監督作品
16. ↑  “曽田本その２を読む１４長谷川流奥居合抜方５信夫”. ミツヒラ. 2023年2月25日閲覧。